# 산빈첸초발레로베토
산빈첸초발레로베토(이탈리아어: San Vincenzo Valle Roveto)는 이탈리아 아브루초주 라퀼라도에 있는 코무네이다.